# Francisco Zendejas Gómez
Francisco Zendejas Gómez (Ciudad de México, 10 de junio de 1917 - Ciudad de México, 3 de mayo de 1985) fue un economista que prefirió escribir poesía, cuento, novela, teatro y ensayo e hizo crítica literaria durante 50 años en su columna diaria Multilibros del periódico Excelsior. Sus padres fueron Manuel Zendejas Martínez y Carmen Gómez Romero. A la muerte de su padre en 1920 se trasladó con su familia a la ciudad de Toluca, donde ingresó a la Escuela Anexa a la Normal, y allí estudió hasta 4° grado de primaria.
En 1928 regresó al Distrito Federal y cursó 5° y 6° de primaria en la Escuela Luz Saviñón de Tacubaya. En 1930 ingresó al colegio particular El Zacatito, donde cursó la secundaria. En 1933 ingresó a la Escuela Vocacional 2 nocturna. Luego de estudiar un par de años becado en economía en la ciudad de Washington D. C., Estados Unidos, regresó cuando en 1937 el gobierno mexicano suspendió las becas a quienes estudiaban en el extranjero. A su regreso decidió dedicarse exclusivamente a las letras, y en 1937 publicó su primer ensayo en el Suplemento Cultural de El Nacional sobre Rómulo Gallegos y sobre la creación latinoamericana en la novelística.

## Trayectoria
A partir de 1937 y hasta 1940 colaboró en el Suplemento Cultural de "El Nacional". Fue profesor de inglés y literatura en secundarias nocturnas de la Secretaría de Educación Pública. En 1943 fue secretario particular del titular de la Secretaría del Trabajo. Fue jefe del Departamento de Publicidad y Espectáculos del Instituto Nacional de Bellas Artes, cuando Carlos Chávez era director. Fue editor del primer número de la revista Artes de México. Publicó ensayos en las revistas literarias Letras de México, El hijo pródigo, Cuadernos Americanos, Las Moradas del Perú y Cuadernos de París. Así mismo, en los suplementos culturales de los periódicos Novedades, Hoy y Excélsior y en la revista del Museo de Arte Moderno llamada Artes Visuales.[cita requerida]
En 1949 editó Prometeus, su primera revista literaria, que presentaba jóvenes poetas y prosistas mexicanos e hispanoamericanos. Allí publicó fragmentos de su novela El amor ideológico. En 1969 editó su segunda revista literaria, El pan duro. Cultivó relaciones literarias y editoriales con los círculos más destacados en Estados Unidos, Francia, España, Inglaterra, Italia y Alemania, lo que le sirvió para divulgar la producción de novelistas, poetas, dramaturgos y ensayistas.
De 1953 a 1967 dirigió "Galerías Excelsior", la primera sala de arte de México donde reúne a lo más granado del arte mexicano y lo expone en Medio Oriente, Centro y Sud América. En "Galerías Exelsior" presentaron sus primeras obras escritores tales como Juan Rulfo, Octavio Paz, Rosario Castellanos, Gabriel Zaid y pintores de la talla de Juan Soriano, Rufino Tamayo, Leonora Carrington, Claire Desouches, Pedro Coronel, entre otros escultores, músicos y ceramistas. 
A partir de 1955, y hasta su muerte, publicó en "Excelsior" una columna diaria titulada "Multilibros" dedicada a escritores y a los libros destacados internacionalmente. Escribió 10,950 fichas bibliográficas que se encuentran en la Biblioteca Francisco Zendejas que la Secretaría de Educación Pública instauró el 31 de julio de 1985. 
En 1955 fundó el premio Xavier Villaurrutia de Escritores para Escritores. En 1972 fundó la Sociedad Alfonsina Internacional, y el Premio Internacional Alfonso Reyes. Ambos premios son amparados por dicha sociedad y se entregan anualmente. "El Villaruntia" es otorgado al mejor libro del año cualesquiera que sea su género, con el requisito que sea editado en México, y el segundo; 
"El Reyes" es para los escritores de cualquier nacionalidad que hayan difundido la obra de Alfonso Reyes fuera del país y que ejerzan los géneros literarios en los que destacó el gran mexicano.

## Actividades en la radio y televisión
En 1947 comienzan sus actividades de difusión de temas del mundo de la literatura y letras por radio. Comenzó en las emisoras mexicanas XEO y XEW, los primeros programas sobre literatura y libros en México, y desde 1960 hasta 1972 en la XELA. En 1972 ingresó a la estación de radio UNAM, así como a la televisión, siempre refiriéndose a libros y literatura, actividades que mantiene hasta que le practican una laringetomía en 1984. 

## Producciones de obras en casetes
Zendejas comenzó a grabar en casetes la obra literaria y poética destacada en letras mexicanas, con el fin de favorecer su difusión dentro y fuera de México. Dejó tres de estas ediciones terminadas: "Pedro Páramo" de Juan Rulfo, "¿Águila o Sol?" de Octavio Paz y "Las Batallas del desierto" de José Emilio Pacheco.